# Estádio Waldomiro Borges
O Estádio Municipal Waldomiro Borges, apelidado de Waldomirão, é um estádio de futebol do município de Jequié, no estado da Bahia, que atende jogos do campeonato baiano de futebol profissional masculino e dos campeonatos baiano e brasileiro de futebol feminino.
Ele possui capacidade para 4.000 pessoas e recebe jogos da Associação Desportiva Jequié (ADJ) e da equipe de futebol feminino Doce Mel/Jequié formada pela parceria entre o Doce Mel e a ADJ.

## Histórico
Construído na década de 1960, esta arena esportiva sediou a final do Campeonato Baiano Intermunicipal de Futebol de 1969, vencida pela seleção municipal de Jequié.
Este estádio de futebol sediou os jogos da equipe de futebol profissional Jequié durante a década de 1970, 1980, entre 1994 e 1997 e, depois do rebaixamento desta equipe, somente voltaria a sediar jogos na primeira divisão estadual entre 2018 e 2019.
Em 2017, o Estádio Waldomirão foi uma das sedes da final do  Campeonato Baiano de Futebol da Segunda Divisão daquele ano, vencida pelo Jequié.
Entre 2018 a 2019, o Estádio Waldomiro Borges passou por reformas estruturais, ainda que fosse mantida a mesma capacidade de espectadores.
Em 2021, este estádio de futebol sediou a final do Campeonato Baiano de Futebol Feminino daquele ano.
Em 2022, o Estádio Waldomirão passa a sediar jogos da série A3 do campeonato brasileiro de futebol feminino.